# Forte Belvedere (Florença)

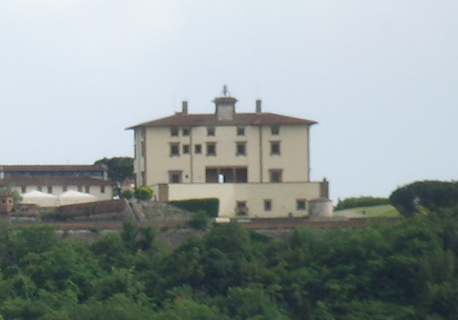
A fachada do Forte Belvedere domina a cidade de Florença.

O Forte Belvedere, nome comum da Fortezza di Santa Maria in San Giorgio del Belvedere, é uma das duas forlalezas de Florença, além de constituir um célebre ponto panorâmico e uma valiosa obra arquitectónica da cidade. Situado no ponto mais alto da Colina de Boboli, tem acesso pela Costa San Giorgio, pela Via Belvedere ou pela Via San Leonardo. Destaca-se no seu interior o Palazzetto del Belvedere, um palácio dos Médici usado por estes em épocas de insalubridade na cidade.

## História e Arquitectura

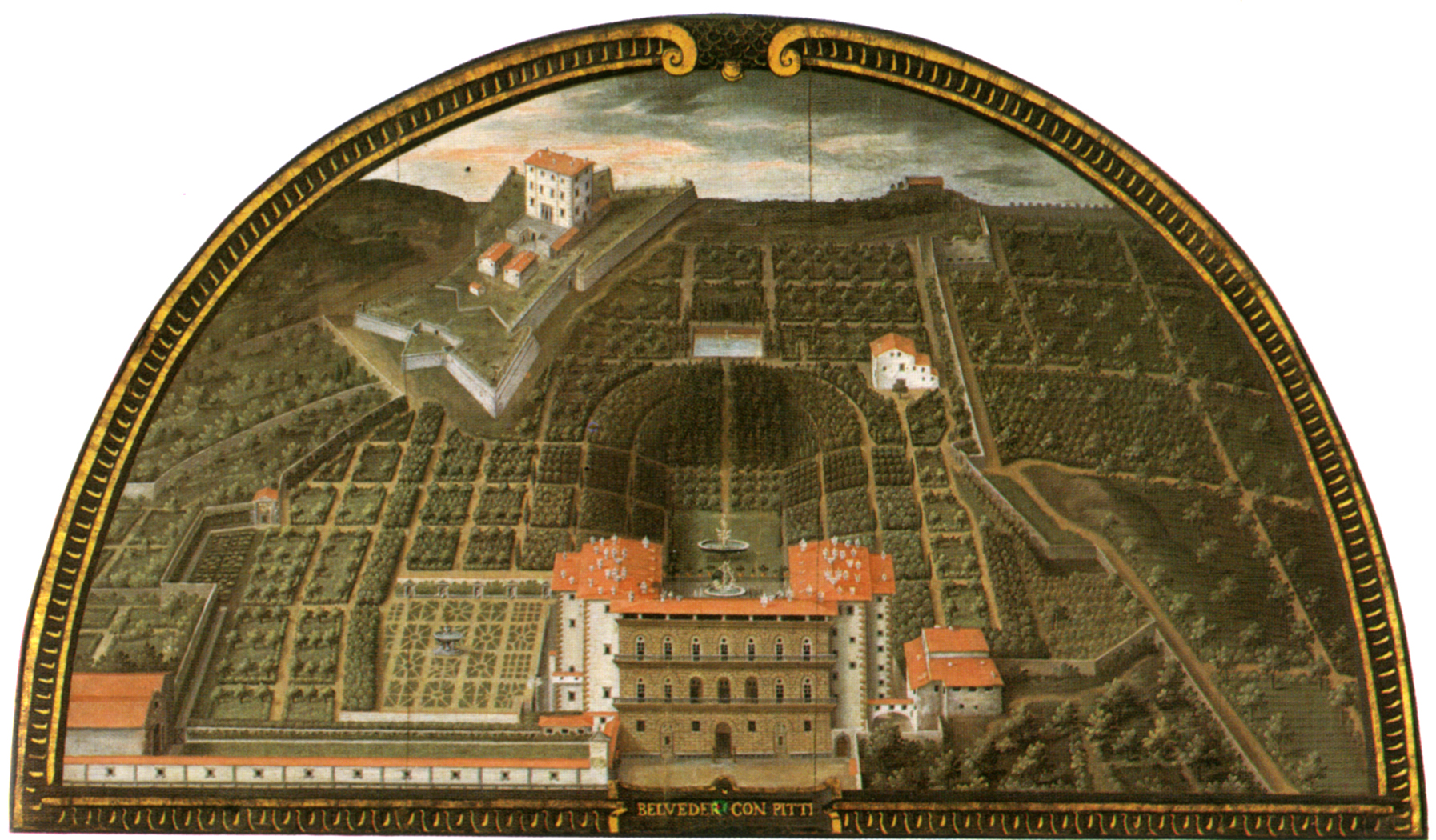
O Forte Belvedere dominando o Jardim do Boboli e o Palazzo Pitti numa luneta de Giusto Utens (1599), Museo di Firenze com'era.

O Forte Belvedere foi realizado entre 1590 e 1595 per vontade do Grão-duque Fernando I de Médici, filho de Cosme I.
O projecto e a realização foram confiados a Bernardo Buontalenti, arquitecto de confiança de Cosme I e do filho, num momento em que este se sentia seguro como grão-duque da, em tempos, revoltosa cidade. Ao contrário da Fortezza da Basso, cuja construção foi iniciada num momento histórico em que os Médici, acabados de regressar à cidade depois da última perseguição e do longo cerco de Florença de 1529, queriam, acima de tudo, defender-se da agitação da própria cidade. Esta estrutura, pelo contrário, tinha na realidade múltiplos objectivos: proteger o Palazzo Pitti, sede do governo, proteger a zona sul da cidade e, mais em geral, toda a zona do Oltrarno, demonstrar com a sua majestade todo o poder dos Médici e, por fim, garantir um refúgio para o grão-duque em caso de eventuais tumultos: a fortaleza representava, de facto, a última etapa do Corridoio Vasariano (Corredor Vasariano), o qual liga o Palazzo Vecchio ao Palazzo Pitti com um percurso suspenso, via Jardim do Boboli, através dum sugestivo emaranhado de passagens, apartamentos, corredores, pontes e jardins. 

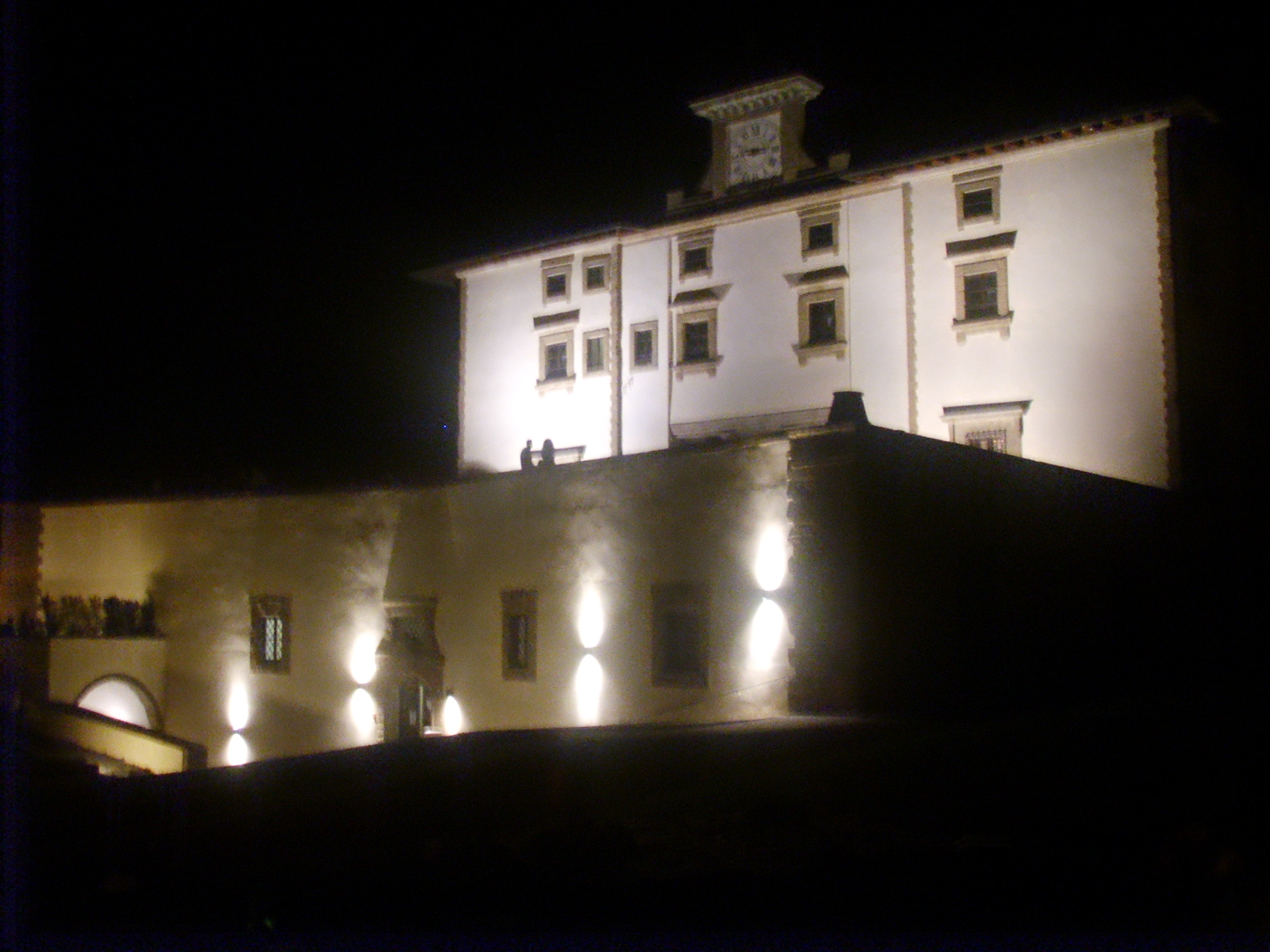
Vista nocturna do palácio.

O arquitecto preocupou-se com os principios da "fortificação à moderna"; em particular, no lugar da frente bastionada, Buontalenti projectou uma futurista (para a época) frente em tenaz, sobretudo no lado voltado ao exterior, inspirando-se nos desenhos de Antonio Cordiani para as fortificações da cidade de Castro. Nos tempos do cerco de Florença, o lugar sobre o qual foi construído o forte já tinha sido identificado, por Michelangelo, então engenheiro chefe nas fortificações, como sítio de grande importância estratégica. A primitiva versão do forte, realizada em terra e cascalho, vê-se no cuidado afresco de Vasari presente no estúdio do Papa Clemente VII no Palazzo Vecchio.
Por outro lado, a foratleza estava prevista, provavelmente, para servir de repositório do tesouro da família Medici, uma vez que foi recentemente redescoberto um antro realizado no extremo dum poço profundo escavado na colina no interior do palácio central. A cripta estava protegida por armadilhas mortais ligadas ao dispositivo de abertura, para o caso de alguém tentar forçá-la.
Como noutras obras de Buontalenti, a originalidade do Forte Belvedere, fortaleza "urbana" que, por esse motivo, devia apresentar acabamentos de prestígio, manifesta-se nos detalhes únicos da construção, tanto da fortificação como da villa interior, o elegante e branco Palazzetto del Belvedere que domina toda a construção com os seus três andares. 

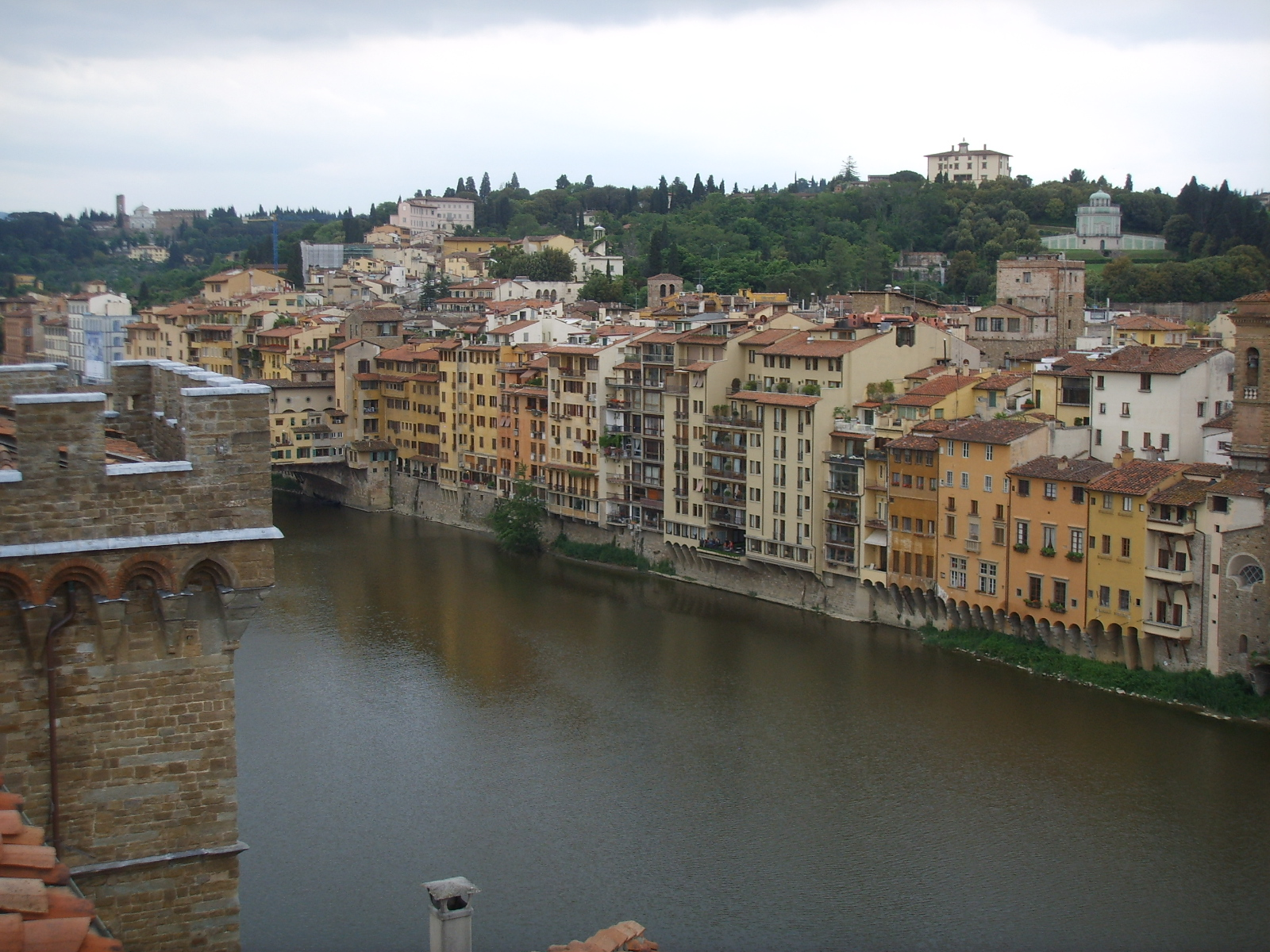
O Forte Belvedere visto da margem oposta do Arno.

O edifício central, que servia para residência do grão-duque em tempos insalubres, como durante a epidemia de peste de 1600, não se adaptava aos principios militares aos quais o resto do forte obedecia, constituindo sim, com as suas paredes brancas de "villa Medicea", um sinal visível do domínio dos Médici. Este palácio tinha como único expediente defensivo o facto dos andares superiores terem acesso a partir duma única entrada, uma escada estreitíssima escavada no interior da alvenaria.
Durante mais de um século após a sua construção, o forte foi guardado pelas rondas de soldados que vigiavam das arquibancadas. Foi, mais tarde, o Grão-duque Pedro Leopoldo que, no final do século XVIII, depois de ter praticamente liquidado o exército toscano, abriu aos seus súbditos o incomparável balão sobre Florença: o forte nunca chegou a sofrer um cerco, e as suas artilharias jamais dispararam um tiro numa acção bélica. As salvas de canhão do forte anunciavam. somente, o meio-dia, tanto que para os florentinos aquele estrondo gentilmente chamado de "o canhão das pastasciutte" (em referência às massas, associadas ao almoço).
Tendo estado fechado durante um longo período durante o século passado, foi reaberto em 1951, apesar de progredir "aos soluços". Foram aqui hospedadas, na época, algumas mostras temporárias de excepção, entre as quais uma dedicada a Henry Moore, na década de 1970, outra ao escultor Dani Karavan, em 1978, uma outra dedicada aos automóveis Ferrari (a primeira no mundo, em 1990), além daquela dedicada às esculturas de Fernando Botero, em 1991. Em 2006 esteve aqui exposta a Collezione Alberto della Ragione (Colecção Alberto della Ragione) e, num ponto panorâmico dos bastiões, foi instalado um divã gigantesco, com uma dezena de metros de comprimento.
Actualmente, o Forte Belvedere é um dos mais belos pontos panorâmicos da cidade (daí o nome) que compete vantajosamente com o Piazzale Michelangelo. Durante o Verão está aberto ao público até à noite, com um bar-restaurante e uma discoteca.

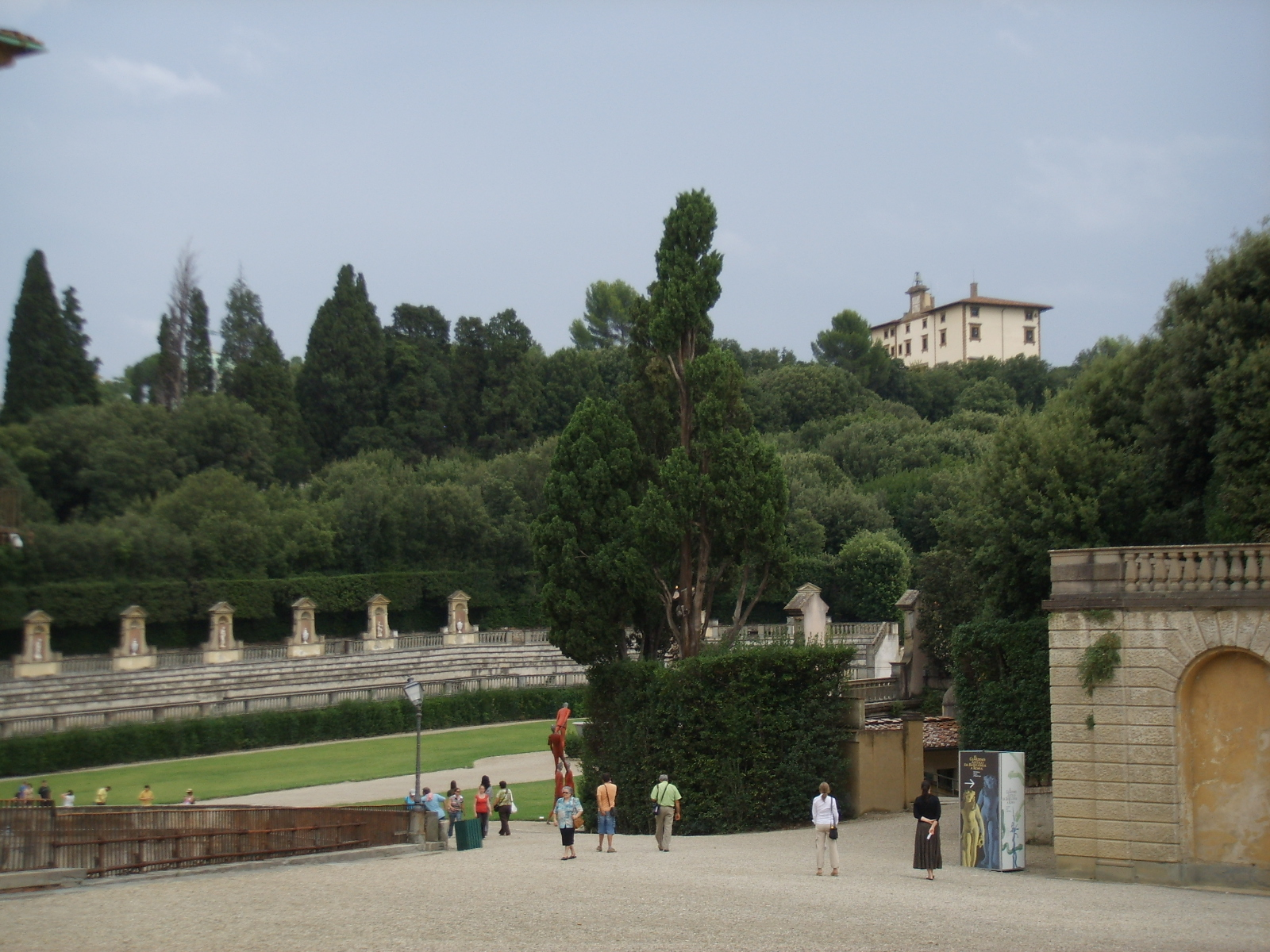
O Forte Belvedere visto do Jardim do Boboli
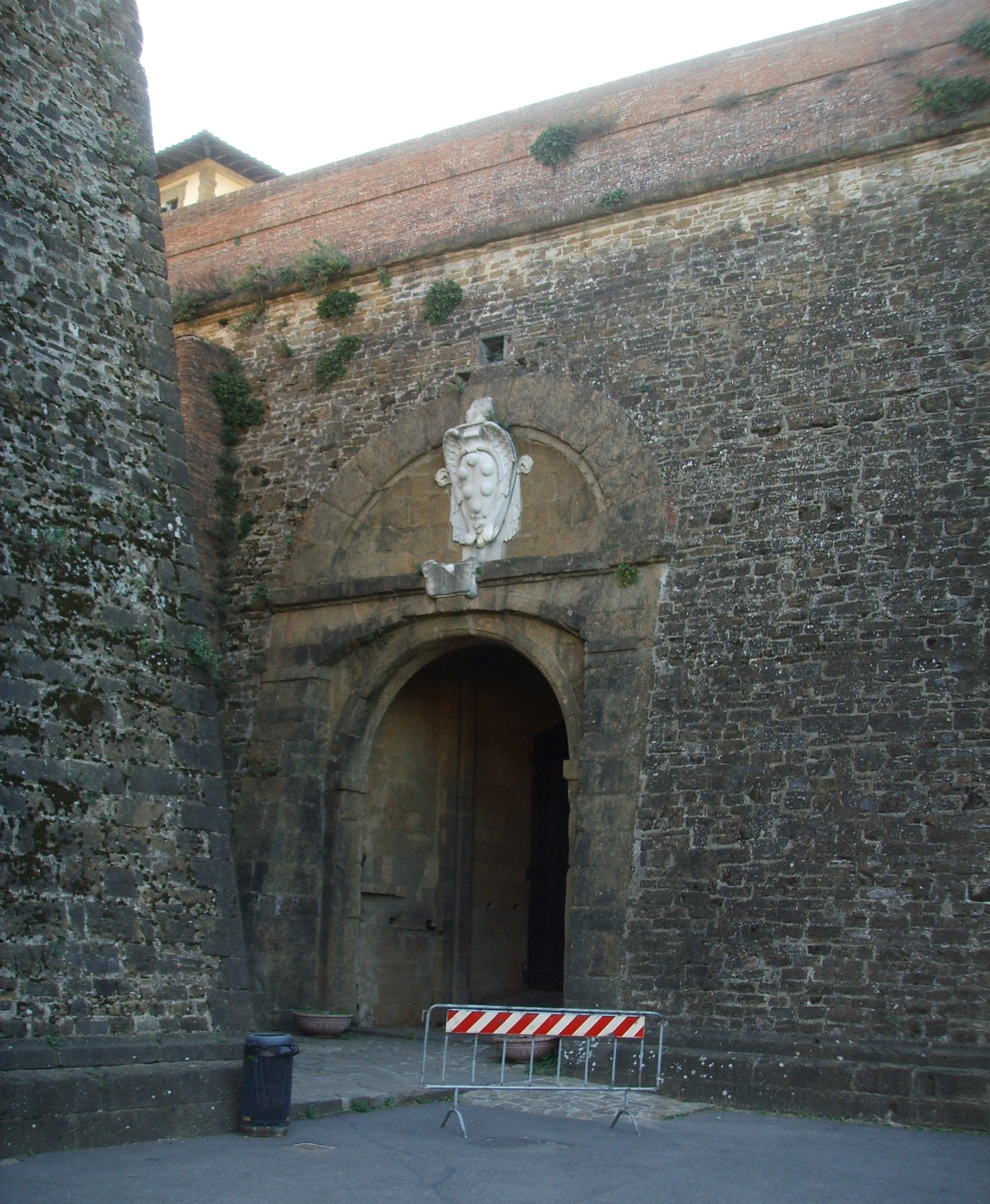
Entrada no forte
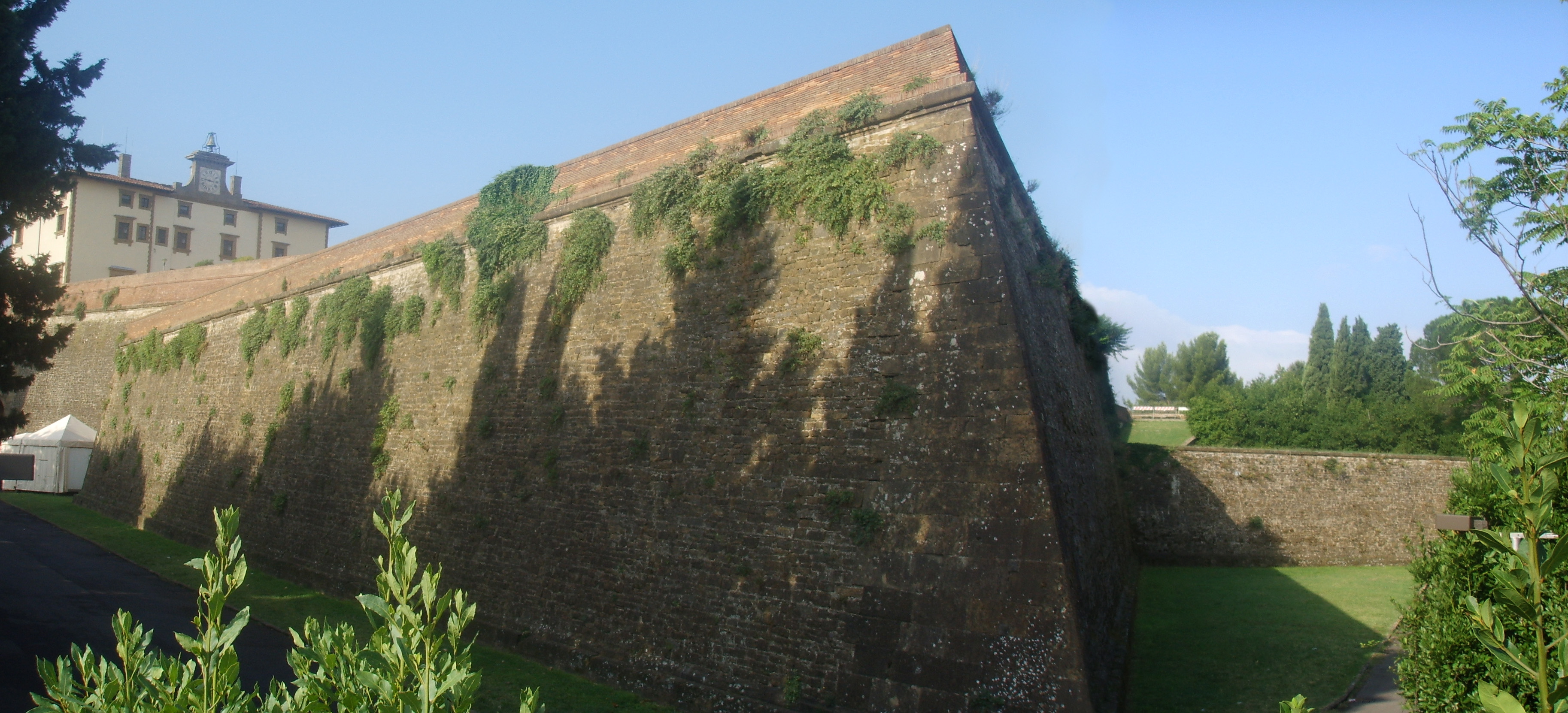
Um bastião
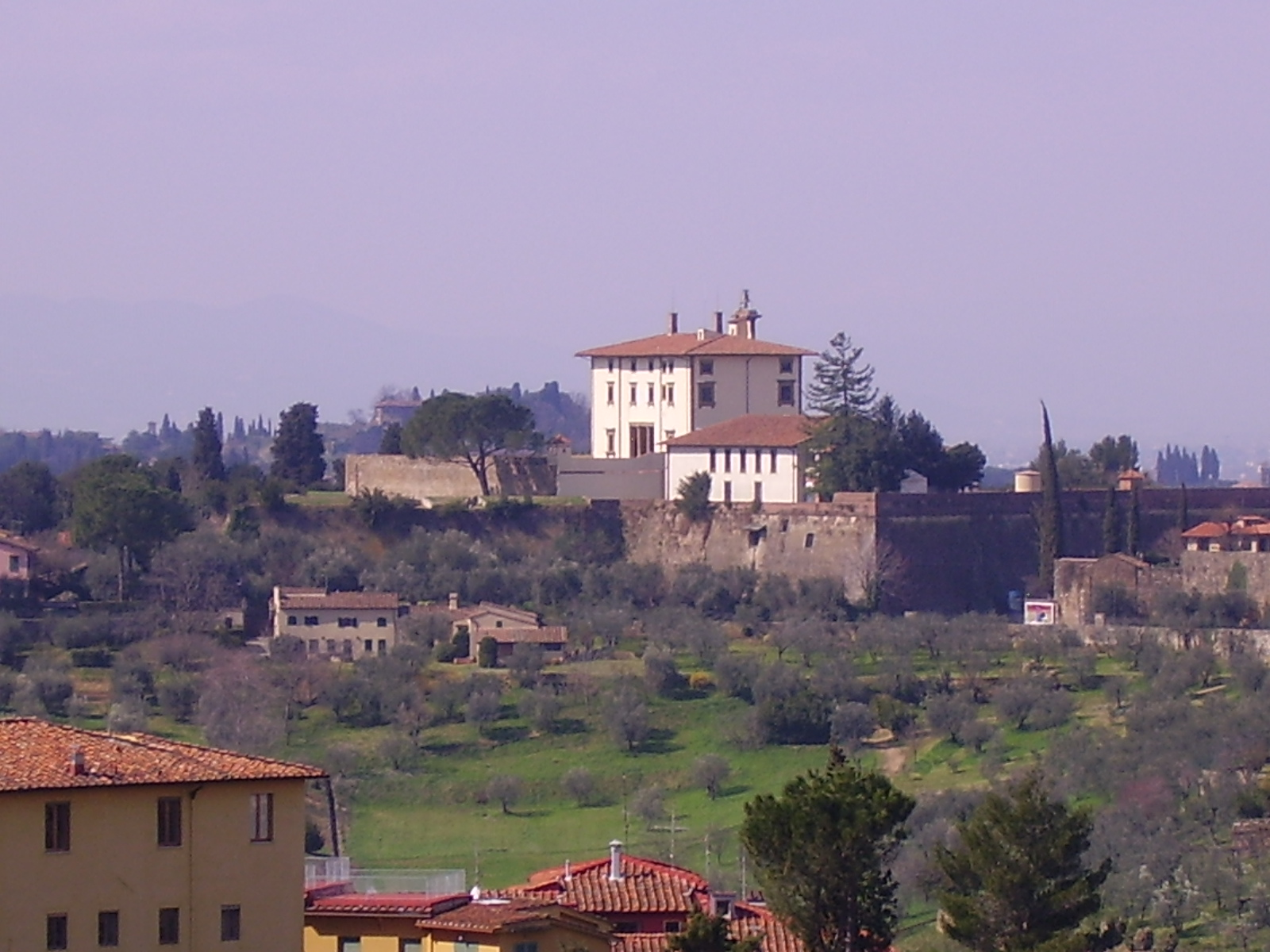
Fachada traseira
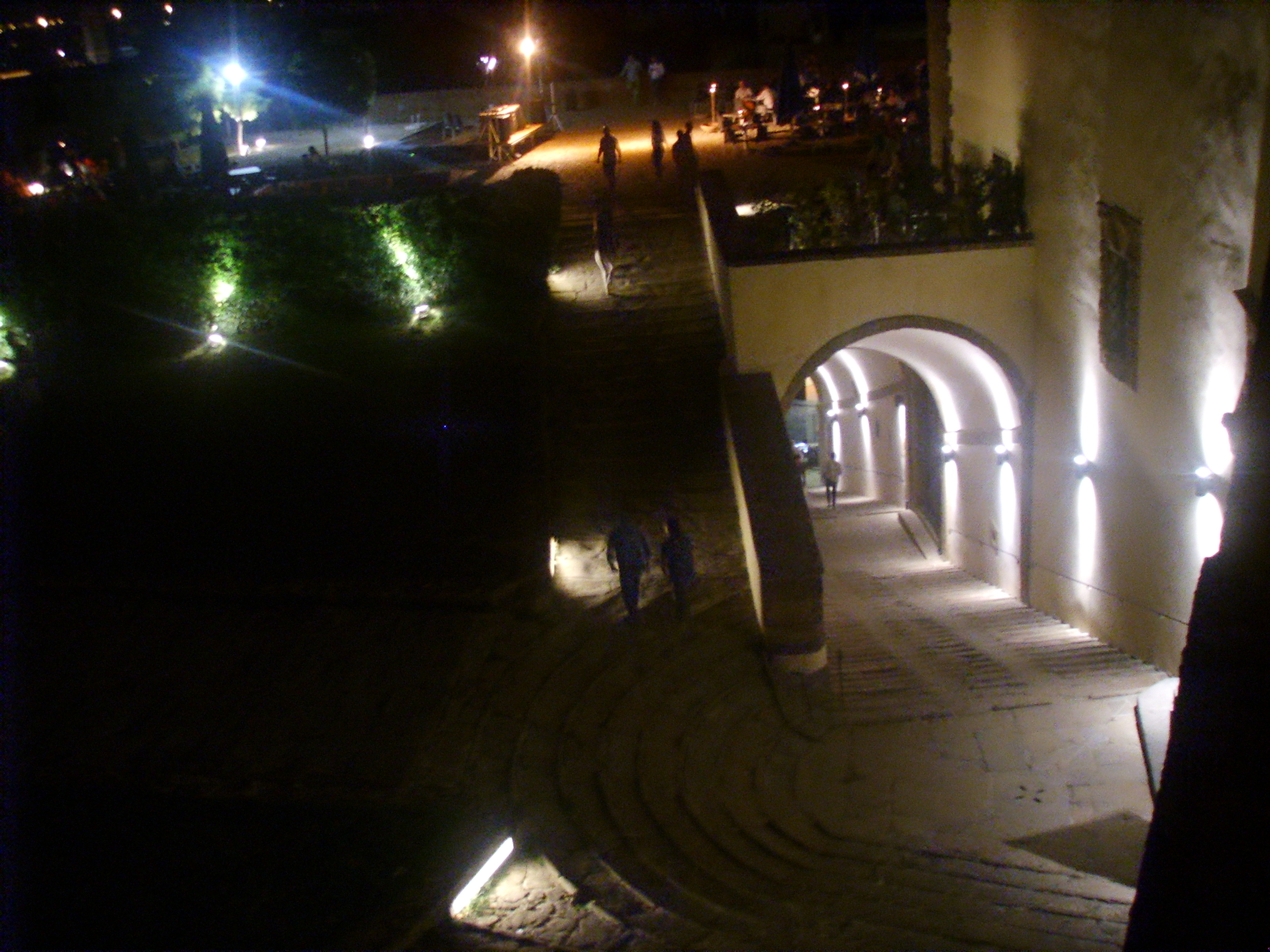
Vista nocturna
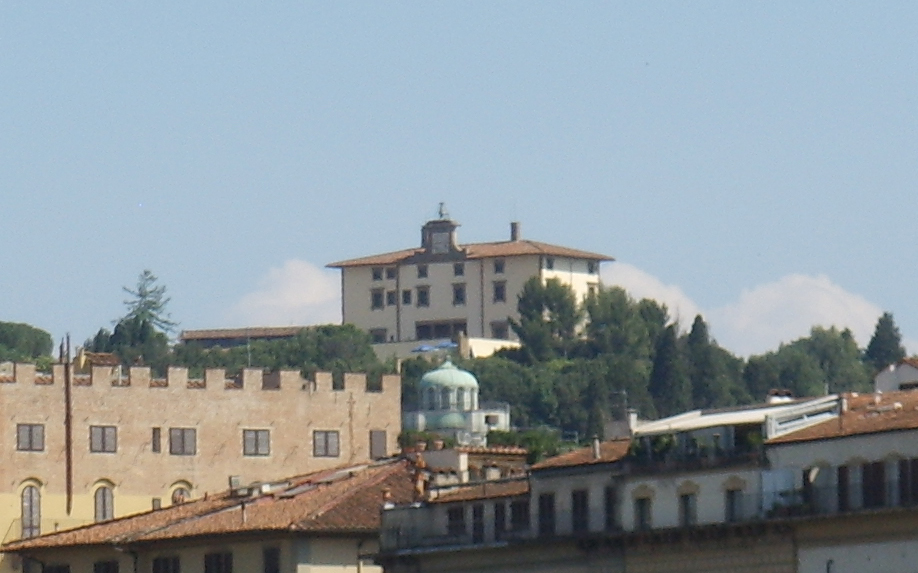
Fachada do palácio sobre a cidade